# Окислювальний стрес
Оки́слювальний стрес (оксидати́вний стрес) — нездатність клітини подолати збільшення виділення активних форм кисню та запобігти пошкодженню клітинних структур в результаті цього збільшення.
Всі форми життя зберігають відновне середовище усередині своїх клітин. Окислювано-відновлювальний стан клітини підтримується спеціалізованими ферментами в результаті постійного притоку енергії. Порушення цього стану викликає підвищений рівень токсичних активних форм кисню (АФК), таких як пероксиди і вільні радикали. В результаті дії активних форм кисню такі важливі компоненти клітини як білки, ліпіди і ДНК окислюються, що приводить до нездатності ними виконувати свої функції та виникнення мутацій.
У людини окислювальний стрес є причиною або важливою складовою частиною багатьох серйозних захворювань, таких як атеросклероз і хвороба Альцгеймера, та може відповідати за прискорене старіння. В деяких випадках, проте, окислювальний стрес використовується організмом як захисний механізм. Імунна система людини використовує окислювальний стрес для боротьби з патогенами, а деякі активні форми кисню можуть служити медіаторами в клітинних сигнальних шляхах.